# Davidiella ariadna
Davidiella ariadna är en svampart som först beskrevs av Pier Andrea Saccardo, och fick sitt nu gällande namn av Aptroot 2006. Davidiella ariadna ingår i släktet Davidiella och familjen Davidiellaceae.   Inga underarter finns listade i Catalogue of Life.